# 1885年华人被逐出尤里卡

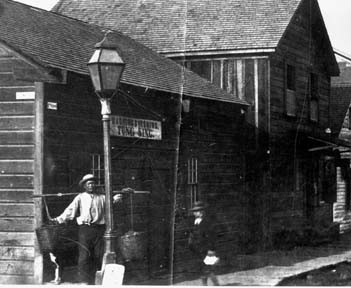
尤里卡唐人街洗衣店

1885年华人被逐出尤里卡（英語：1885 Chinese expulsion from Eureka）是一个种族清洗的反华事件，发生于1885年2月7日，尤里卡 (加利福尼亚州)
。

## 背景
19世纪中期中国人开始移民到美国西部作矿工与铁路等苦力工作

。这些工作完毕之后，很多华工便去寻找其他职业
:99–100。
从1860年代开始，洪堡湾地区的伐木工业和其他机会吸引了一些华工。他们聚居位于尤里卡的第四街和E街周围，形成了一个唐人街。根据1880年的人口调查，尤里卡当时的中国人口估计是96人
。
那时期华工在美国受到相当大的偏见与排斥，很多白人认为华人的低价勞力会压低他们自己的工资或抢他们的工作
:88。
美国的激烈反中情绪引起了许多排华暴动，包括加利福尼亚州
。1877年三藩市反华暴乱事后，加州工人工会成立。他们的口号“中国人必滚！” (The Chinese must go!)更加激起了对华僑的歧视
。
1882年美国国会通过美国排华法案，停止华人移民
。

## 驱逐
1885年2月6日下午6点左右，尤里卡市议员戴维·肯达尔（David Kendall）路过唐人街时，正好遇上两对华人帮派交火，肯达尔不巧中枪而死。此意外事件迅即引起排华浪潮。当晚600以上的白人聚于附近一个政府大厅，决定驱逐镇内所有华人
。
第二天，即2月7日，尤里卡市通过一个决议，规定“所有中国人必须驱逐出此城，不得返回”

。
尤里卡市民形成了一个“十五人委员会”来组织驱逐活动。他们将镇内几乎所有的480名中国居民都围捕起来，逼上了两艘轮船，赶到三藩市

。
幸好此事件並没有使任何华人死亡，但是事后整个唐人街全被拆除，以后尤里卡就再没有唐人街了。现在还是很少亚洲人住在洪堡县之内
。

## 驱逐后史
这种“和平”的逐华方法被称为尤里卡办法（或尤里卡计划），很多城市就用这个榜样来驱逐华人。在加州这些城市包括克雷森特城（1885年）、阿克塔（1886年）、芬代尔（1906年）。西海岸有些其他城镇也用了尤里卡办法来逐华，例如塔科马（华盛顿州，1885年）

。在整个西北太平洋地区，类似的驱逐华人事件总共发生过200多次。

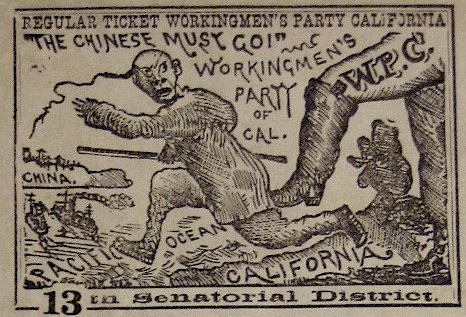
中国人必滚！

1886年三藩市的中华公所代表被逐华人去控告尤里卡市政府，要求经济赔偿。但是因为当时华人没有土地，法庭认为他们没有失去财产，该案就被撤销
。
1890年的洪堡县工商名录称该县为“州内唯一无中国人的县”

。
尤里卡对华人和其他亚洲人的排除政策一直持续到20世纪中后时期。1941年，尤里卡市议会修改了其章程
：
190段：中国人不得直接或间接受雇于城市的任何工作，或从事城市的任何合同或分包合同。任何中国制造或生产的粮品，用品，材料或物品也不得由该城市使用，购买或提供给该城市。
此段直到1959年才删除掉。这一时期若干华人家庭也开始居住在尤里卡

。